# Morancez
Morancez est une commune française située dans le département d'Eure-et-Loir en région Centre-Val de Loire.

## Géographie

### Situation
Morancez est situé à 5 km au sud de Chartres. L'autoroute A11, dite "l'Océane", traverse la commune selon un axe nord-sud.

Situation géographique
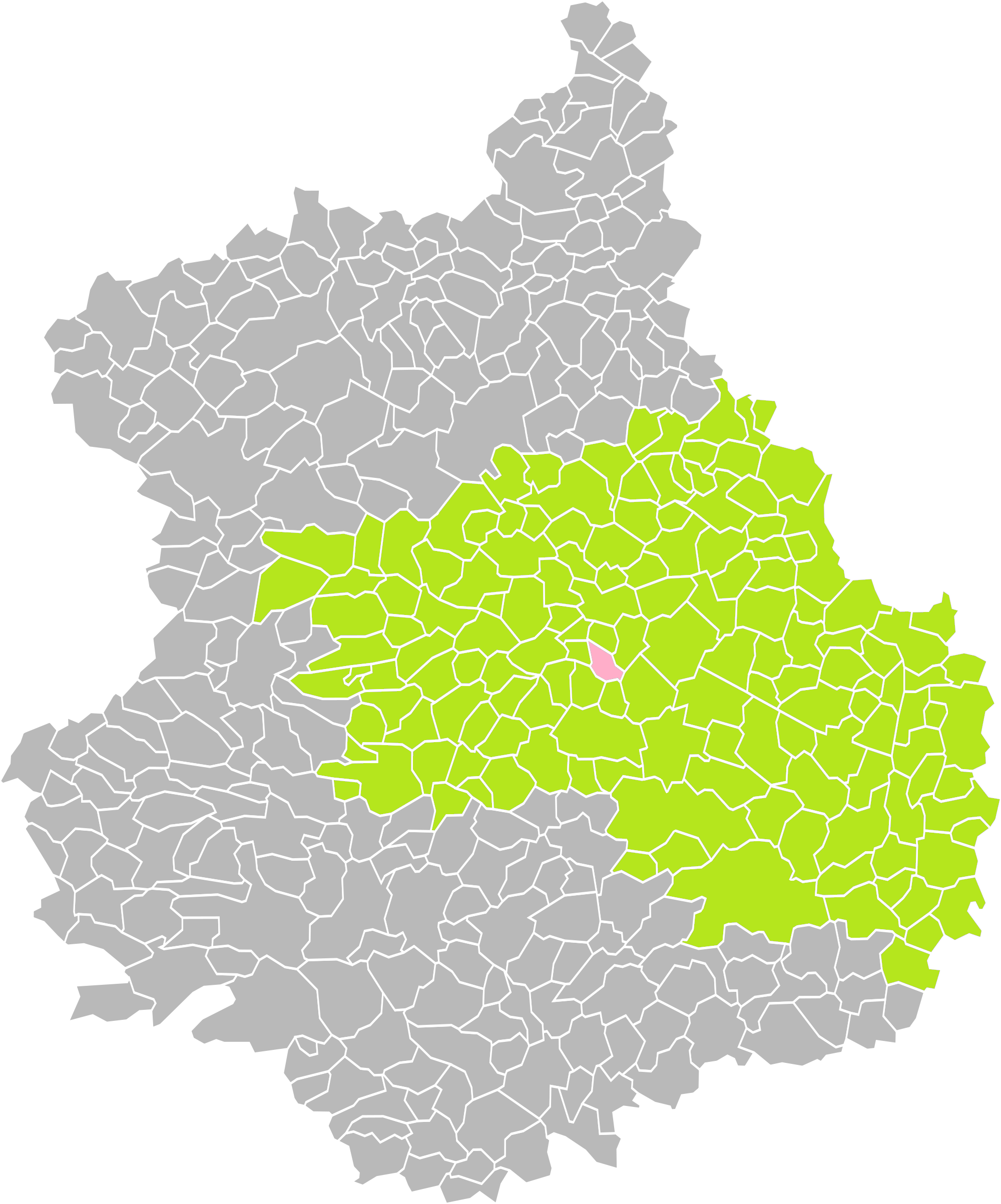
Morancez dans son arrondissement.
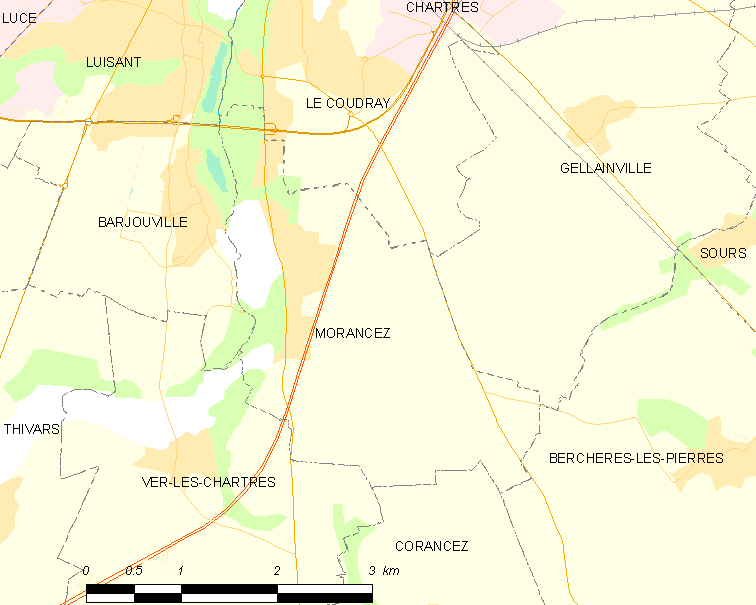
Carte de la commune de Morancez.

### Communes limitrophes
|             | Le Coudray       |                                |
| Barjouville | Morancez         | Gellainville                   |
|             | Ver-lès-Chartres | Berchères-les-Pierres Corancez |

### Hydrographie
Provenant du sud par Ver-lès-Chartres, la rivière l'Eure, affluent en rive gauche du fleuve la Seine, borde la ville de Barjouville à l'ouest, avant de couler vers le nord entre Luisant et le Coudray.

### Climat
Pour des articles plus généraux, voir Climat du Centre-Val de Loire et Climat d'Eure-et-Loir.
En 2010, le climat de la commune est de type climat océanique dégradé des plaines du Centre et du Nord, selon une étude du CNRS s'appuyant sur une série de données couvrant la période 1971-2000. En 2020, Météo-France publie une typologie des climats de la France métropolitaine dans laquelle la commune est exposée à un climat océanique altéré et est dans la région climatique  Sud-ouest du bassin Parisien, caractérisée par une faible pluviométrie, notamment au printemps (120 à 150 mm) et un hiver froid (3,5 °C). 
Pour la période 1971-2000, la température annuelle moyenne est de 10,5 °C, avec une amplitude thermique annuelle de 14,7 °C. Le cumul annuel moyen de précipitations est de 623 mm, avec 10,7 jours de précipitations en janvier et 7,6 jours en juillet. Pour la période 1991-2020, la température moyenne annuelle observée sur la station météorologique de Météo-France la plus proche, « Chartres », sur la commune de Champhol à 8 km à vol d'oiseau, est de 11,4 °C et le cumul annuel moyen de précipitations est de 606,1 mm,. Pour l'avenir, les paramètres climatiques de la commune estimés pour 2050 selon différents scénarios d'émission de gaz à effet de serre sont consultables sur un site dédié publié par Météo-France en novembre 2022.

## Urbanisme

### Typologie
Au 1er janvier 2024, Morancez est catégorisée ceinture urbaine, selon la nouvelle grille communale de densité à 7 niveaux définie par l'Insee en 2022.
Elle appartient à l'unité urbaine de Chartres, une agglomération intra-départementale dont elle est une commune de la banlieue,. Par ailleurs la commune fait partie de l'aire d'attraction de Chartres, dont elle est une commune de la couronne,. Cette aire, qui regroupe 117 communes, est catégorisée dans les aires de 50 000 à moins de 200 000 habitants,.

### Occupation des sols
L'occupation des sols de la commune, telle qu'elle ressort de la base de données européenne d’occupation biophysique des sols Corine Land Cover (CLC), est marquée par l'importance des territoires agricoles (79,1 % en 2018), en diminution par rapport à 1990 (81 %). La répartition détaillée en 2018 est la suivante : 
terres arables (72,7 %), zones urbanisées (12,2 %), prairies (6,4 %), espaces verts artificialisés, non agricoles (5,7 %), forêts (3,1 %). L'évolution de l’occupation des sols de la commune et de ses infrastructures peut être observée sur les différentes représentations cartographiques du territoire : la carte de Cassini (XVIIIe siècle), la carte d'état-major (1820-1866) et les cartes ou photos aériennes de l'IGN pour la période actuelle (1950 à aujourd'hui).

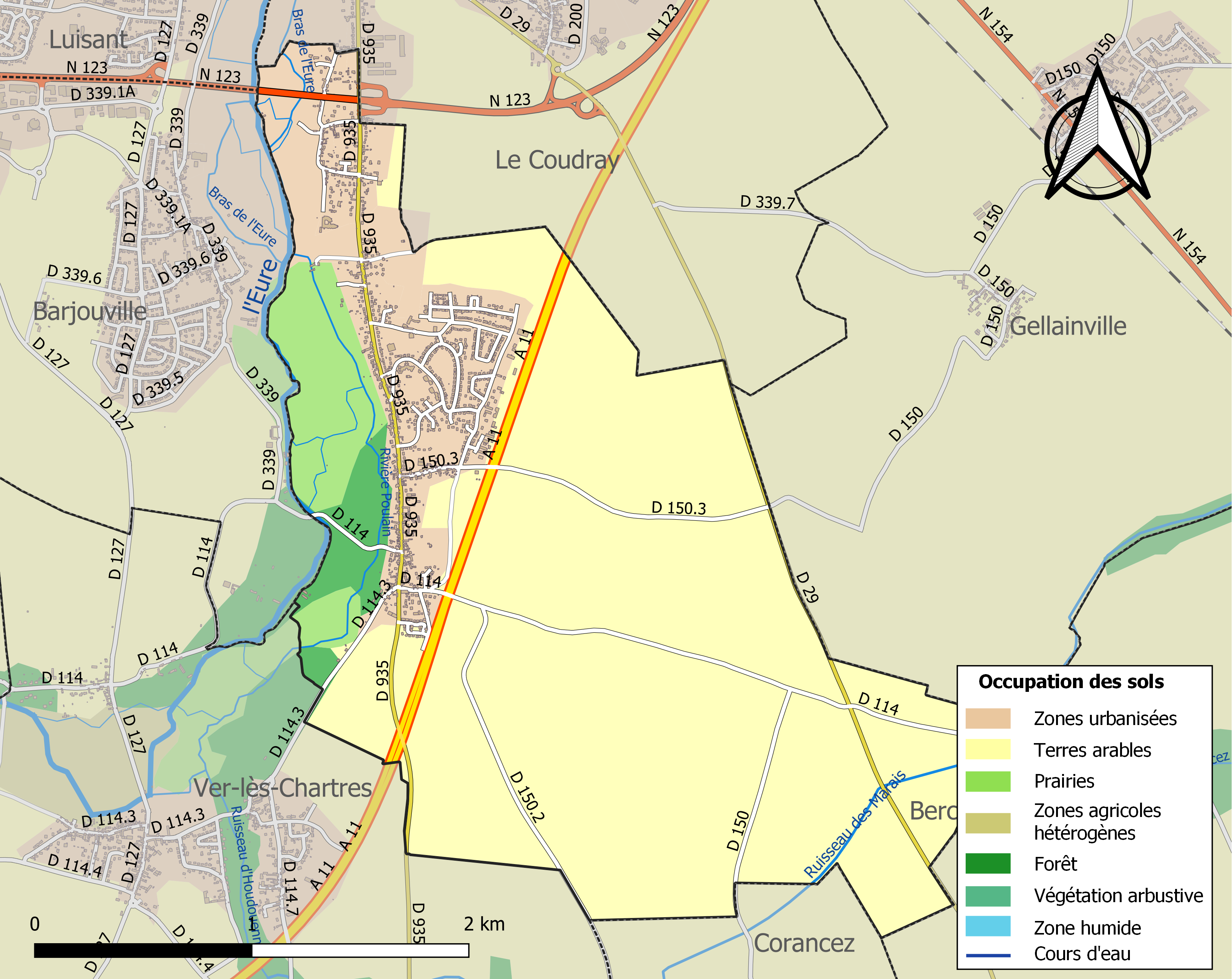
Carte des infrastructures et de l'occupation des sols de la commune en 2018 (CLC).

### Risques majeurs
Le territoire de la commune de Morancez est vulnérable à différents aléas naturels : météorologiques (tempête, orage, neige, grand froid, canicule ou sécheresse), inondations, mouvements de terrains et séisme (sismicité très faible). Il est également exposé à un risque technologique, le transport de matières dangereuses. Un site publié par le BRGM permet d'évaluer simplement et rapidement les risques d'un bien localisé soit par son adresse soit par le numéro de sa parcelle.

#### Risques naturels
Certaines parties du territoire communal sont susceptibles d’être affectées par le risque d’inondation par débordement de cours d'eau, notamment l'Eure. La commune a été reconnue en état de catastrophe naturelle au titre des dommages causés par les inondations et coulées de boue survenues en 1988, 1994, 1995, 1999, 2001 et 2021,.

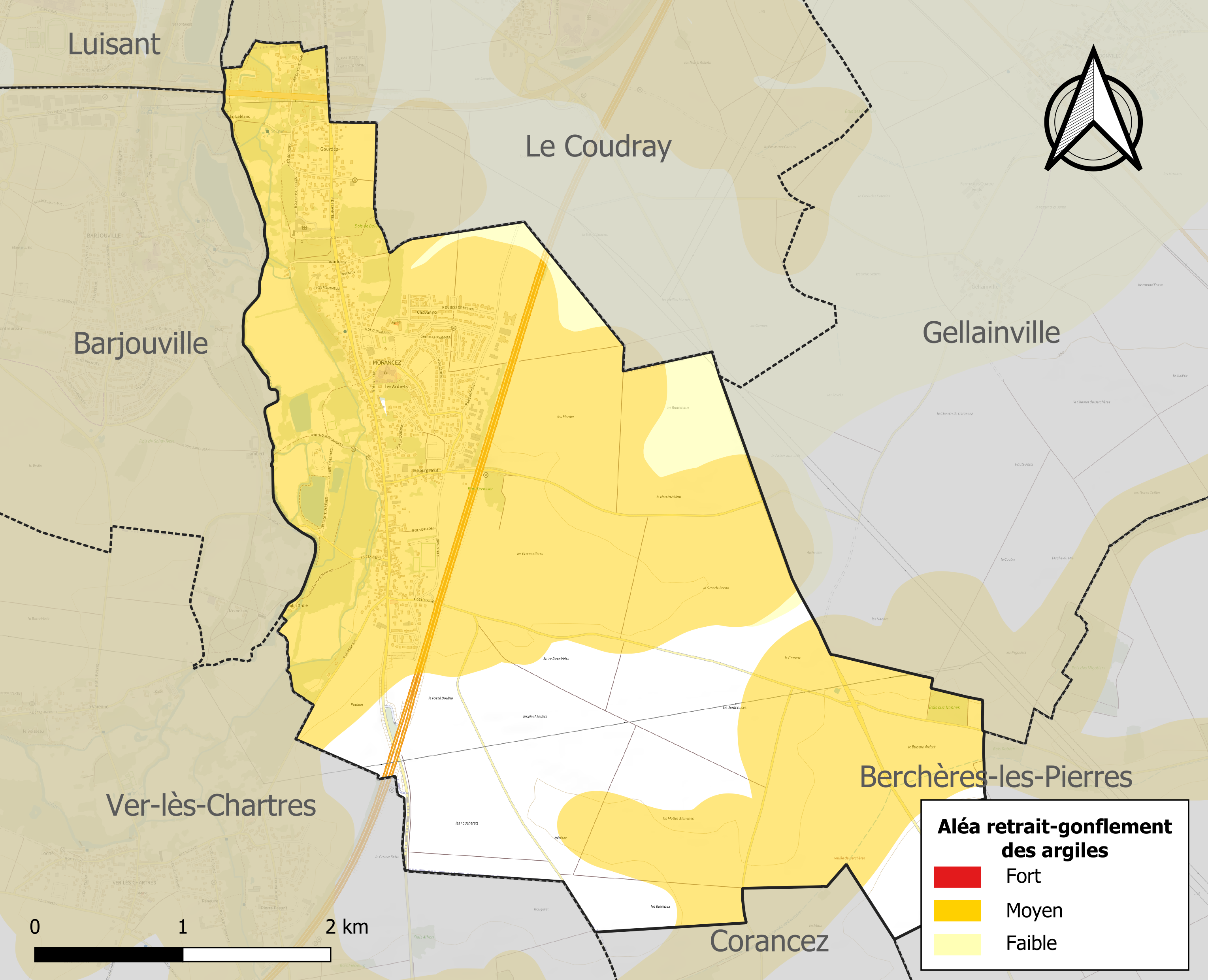
Carte des zones d'aléa retrait-gonflement des sols argileux de Morancez.

Les mouvements de terrains susceptibles de se produire sur la commune sont des affaissements et effondrements liés aux cavités souterraines. L'inventaire national des cavités souterraines permet de localiser celles situées sur la commune.
Le retrait-gonflement des sols argileux est susceptible d'engendrer des dommages importants aux bâtiments en cas d’alternance de périodes de sécheresse et de pluie. 73,3 % de la superficie communale est en aléa moyen ou fort (52,8 % au niveau départemental et 48,5 % au niveau national). Sur les 688 bâtiments dénombrés sur la commune en 2019, 688 sont en aléa moyen ou fort, soit 100 %, à comparer aux 70 % au niveau départemental et 54 % au niveau national. Une cartographie de l'exposition du territoire national au retrait gonflement des sols argileux est disponible sur le site du BRGM,.
Concernant les mouvements de terrains, la commune a été reconnue en état de catastrophe naturelle au titre des dommages causés par des mouvements de terrain en 1999.

#### Risques technologiques
Le risque de transport de matières dangereuses sur la commune est lié à sa traversée par des infrastructures routières ou ferroviaires importantes ou la présence d'une canalisation de transport d'hydrocarbures. Un accident se produisant sur de telles infrastructures est en effet susceptible d’avoir des effets graves au bâti ou aux personnes jusqu’à 350 m, selon la nature du matériau transporté. Des dispositions d’urbanisme peuvent être préconisées en conséquence.

## Toponymie
L'étymologie du nom Morancez paraît se rattacher aux monuments celtiques qui jadis étaient très nombreux entre Morancez et Corancez.
Le nom de Morancez se compose de trois mots celtes : mor : "grand" ; an : "bataille" ; kez : "douleur". Ceci peut être traduit par « grand deuil de la bataille ». On peut donc supposer que, jadis, les Carnutes perdirent ici une bataille qui se solda par de nombreux morts. et semble donc être relatif à cet événement de l’époque gauloise, probablement vers 57 à 51 avant Jésus-Christ.
Une autre interprétation du nom la relie à un menhir, Morancez signifiant « la pierre levée », peut-être à un dolmen, celui-ci est encore existant, le dolmen « La Pierre qui Tourne ».

## Politique et administration

### Liste des maires
| Période                                  | Période   | Identité        | Étiquette | Qualité                                   |
| ---------------------------------------- | --------- | --------------- | --------- | ----------------------------------------- |
| mars 1959                                | mars 1965 | Robert Renault  |           |                                           |
| mars 1965                                | mars 1971 | Jean Martin     |           |                                           |
| mars 1971                                | mars 1989 | Jean Perrot     |           |                                           |
| mars 1989                                | mars 2001 | Jeanine Buret   |           |                                           |
| mars 2001                                | En cours  | Gérard Besnard, |           | Ingénieur ou cadre technique d'entreprise |
| Les données manquantes sont à compléter. |           |                 |           |                                           |

## Population et société

### Démographie
L'évolution du nombre d'habitants est connue à travers les recensements de la population effectués dans la commune depuis 1793. Pour les communes de moins de 10 000 habitants, une enquête de recensement portant sur toute la population est réalisée tous les cinq ans, les populations de référence des années intermédiaires étant quant à elles estimées par interpolation ou extrapolation. Pour la commune, le premier recensement exhaustif entrant dans le cadre du nouveau dispositif a été réalisé en 2006.

En 2022, la commune comptait 1 927 habitants, en évolution de +10,68 % par rapport à 2016 (Eure-et-Loir : −0,23 %, France hors Mayotte : +2,11 %).
| 1793 | 1800 | 1806 | 1821 | 1831 | 1836 | 1841 | 1846 | 1851 |
| ---- | ---- | ---- | ---- | ---- | ---- | ---- | ---- | ---- |
| 382  | 376  | 423  | 478  | 501  | 539  | 553  | 572  | 583  |

| 1856 | 1861 | 1866 | 1872 | 1876 | 1881 | 1886 | 1891 | 1896 |
| ---- | ---- | ---- | ---- | ---- | ---- | ---- | ---- | ---- |
| 545  | 490  | 454  | 437  | 415  | 441  | 445  | 446  | 425  |

| 1901 | 1906 | 1911 | 1921 | 1926 | 1931 | 1936 | 1946 | 1954 |
| ---- | ---- | ---- | ---- | ---- | ---- | ---- | ---- | ---- |
| 437  | 401  | 395  | 312  | 340  | 367  | 360  | 606  | 494  |

| 1962 | 1968 | 1975 | 1982  | 1990  | 1999  | 2006  | 2011  | 2016  |
| ---- | ---- | ---- | ----- | ----- | ----- | ----- | ----- | ----- |
| 475  | 570  | 723  | 1 169 | 1 692 | 1 615 | 1 531 | 1 635 | 1 741 |

| 2021  | 2022  | - | - | - | - | - | - | - |
| ----- | ----- | - | - | - | - | - | - | - |
| 1 918 | 1 927 | - | - | - | - | - | - | - |

## Culture locale et patrimoine

### Lieux et monuments

#### Église Saint-Germain
L'église Saint-Germain abrite le tableau du XVIIe siècle de Giovanni Francesco Romanelli Moïse fait jaillir l'eau du rocher. Ce tableau fait partie d'une série de six tableaux, peints pour l'appartement d'été de la reine Anne d'Autriche (1601-1666) au Louvre. Il a été donné à l'église de Morancez le 13 août 1851 par Jérôme Bonaparte, gouverneur des Invalides et frère de l'empereur Napoléon Ier, et restauré en 1998,  Classé MH (2000).
Les vitraux datent en majorité de la fin du XIXe siècle et sont l’œuvre des ateliers Lorin de Chartres : les vitraux signés et datés sont de 1872 (baie n°0), 1889 (baie n°3), 1891 (baie n°7) et 1894 (baies n°6 et 11). Une des caractéristiques de cet ensemble est que ces baies sont décorées de manière uniquement ornementale, sans représentation figurative.
Le vitrail La Nativité (baie n°2) est signé de Bernard Campin. La baie n°1, Sainte Jeanne d'Arc, datée de 1949, provient selon toute vraisemblance du même atelier chartrain.

L'église Saint-Germain
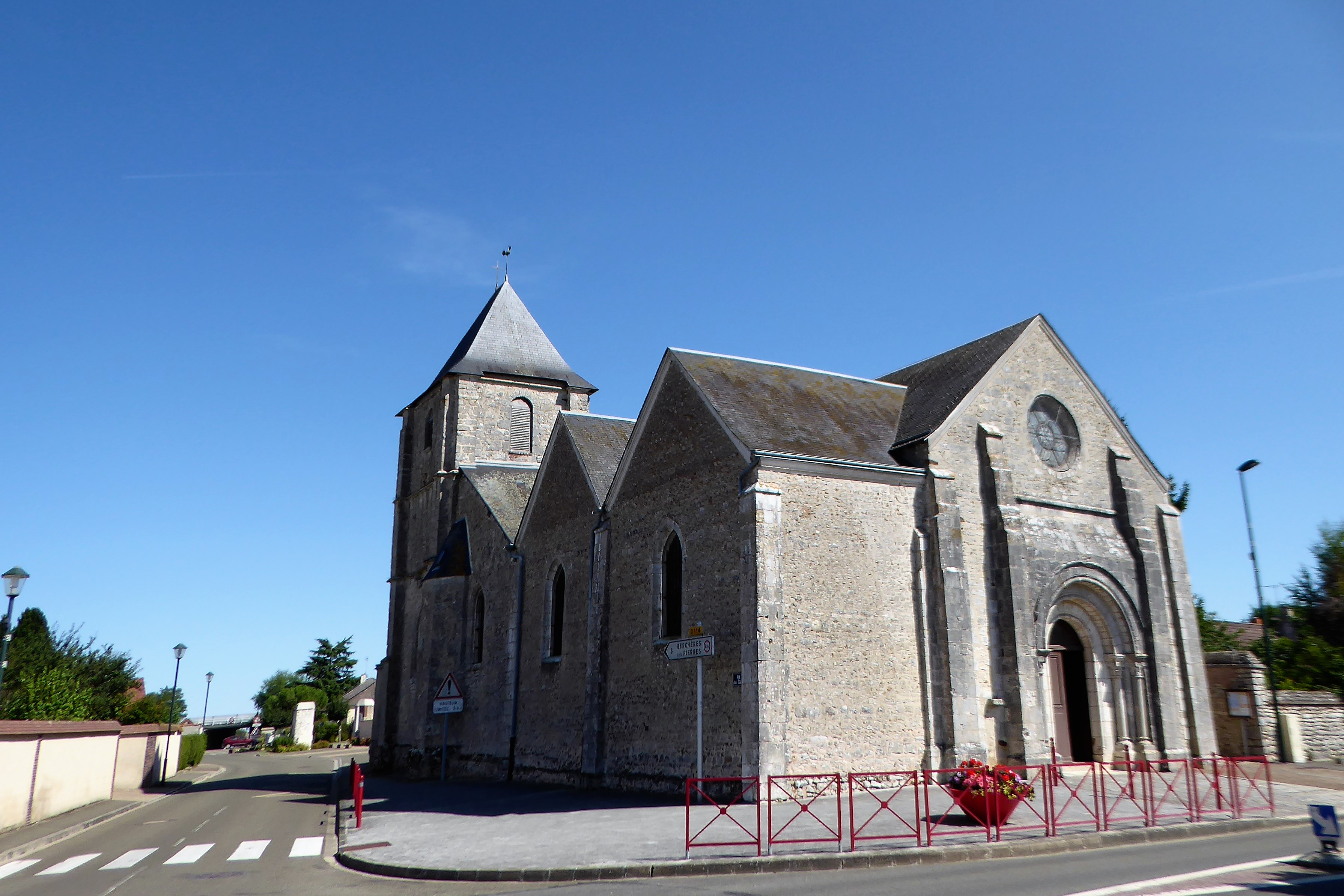
Façades ouest et nord.
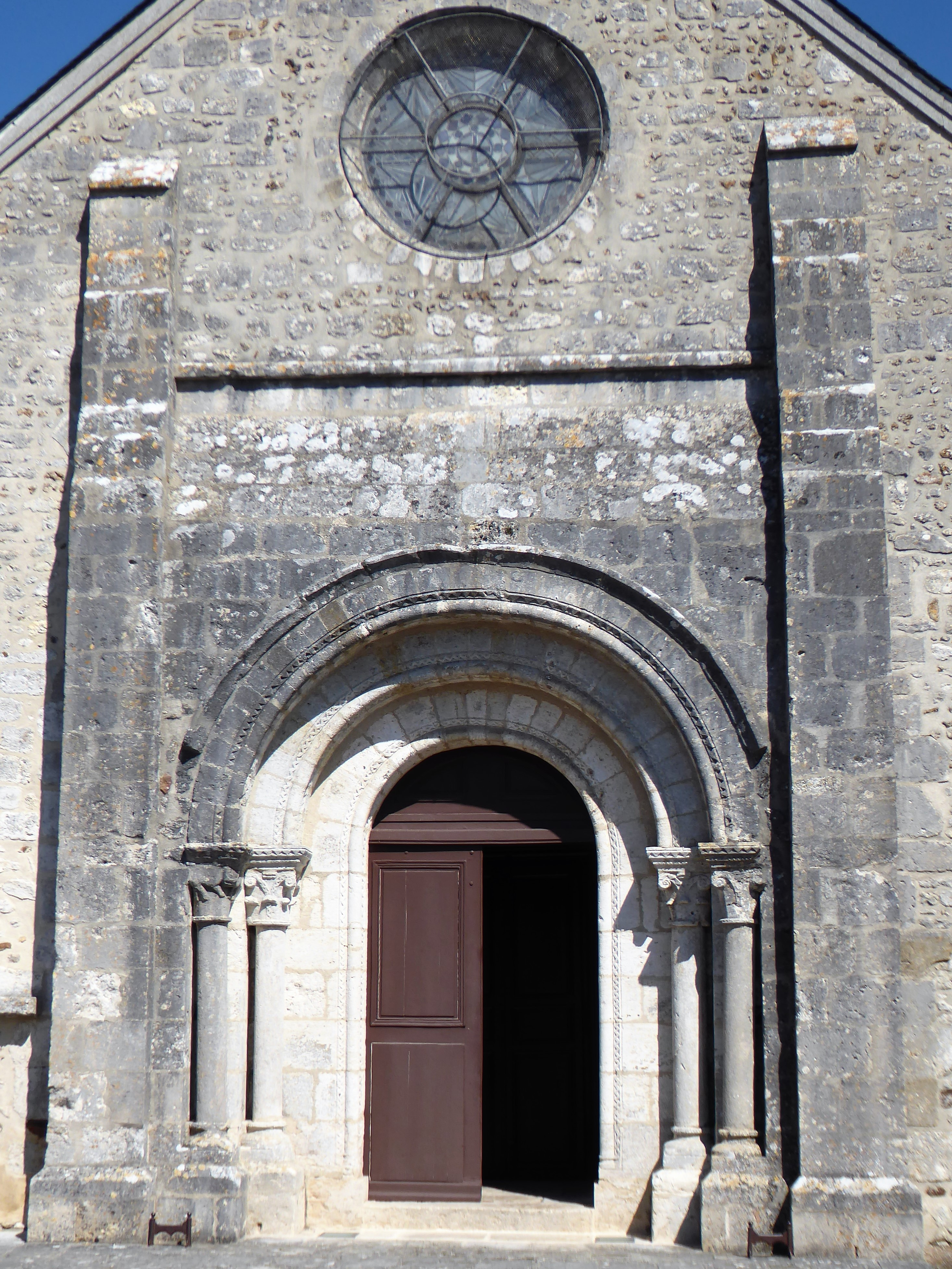
Façade ouest.
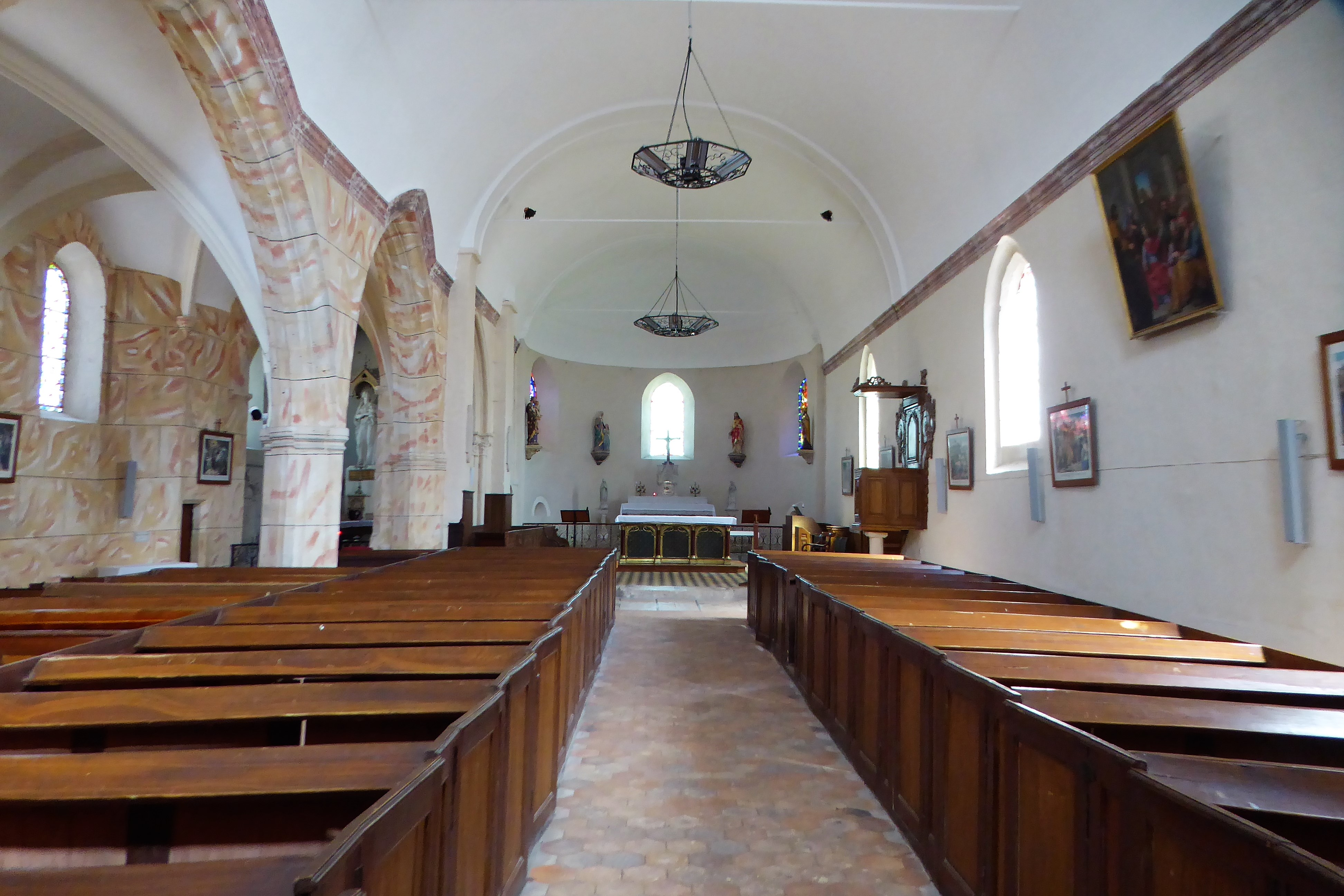
Intérieur de l'église.
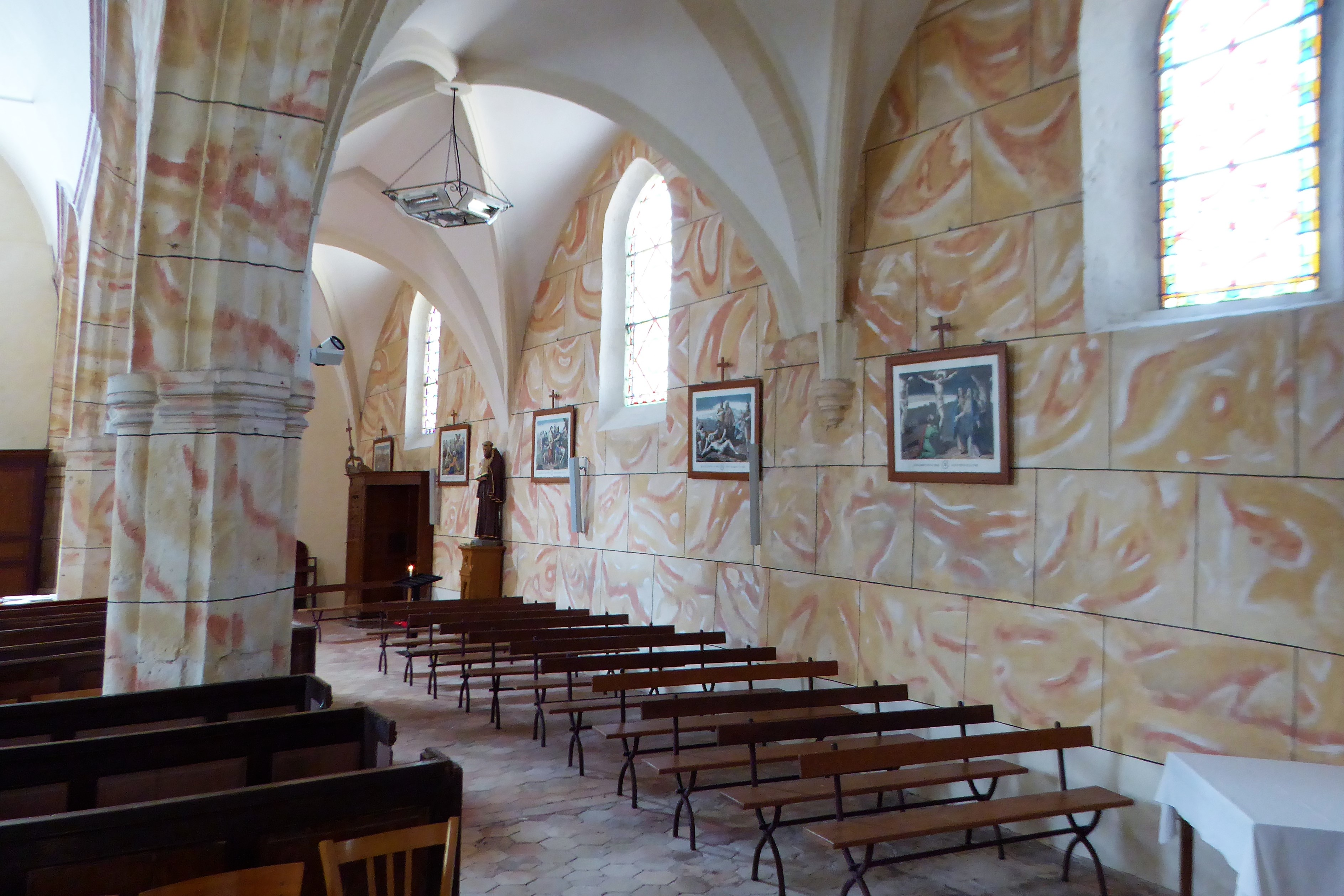
Bas-côté nord.
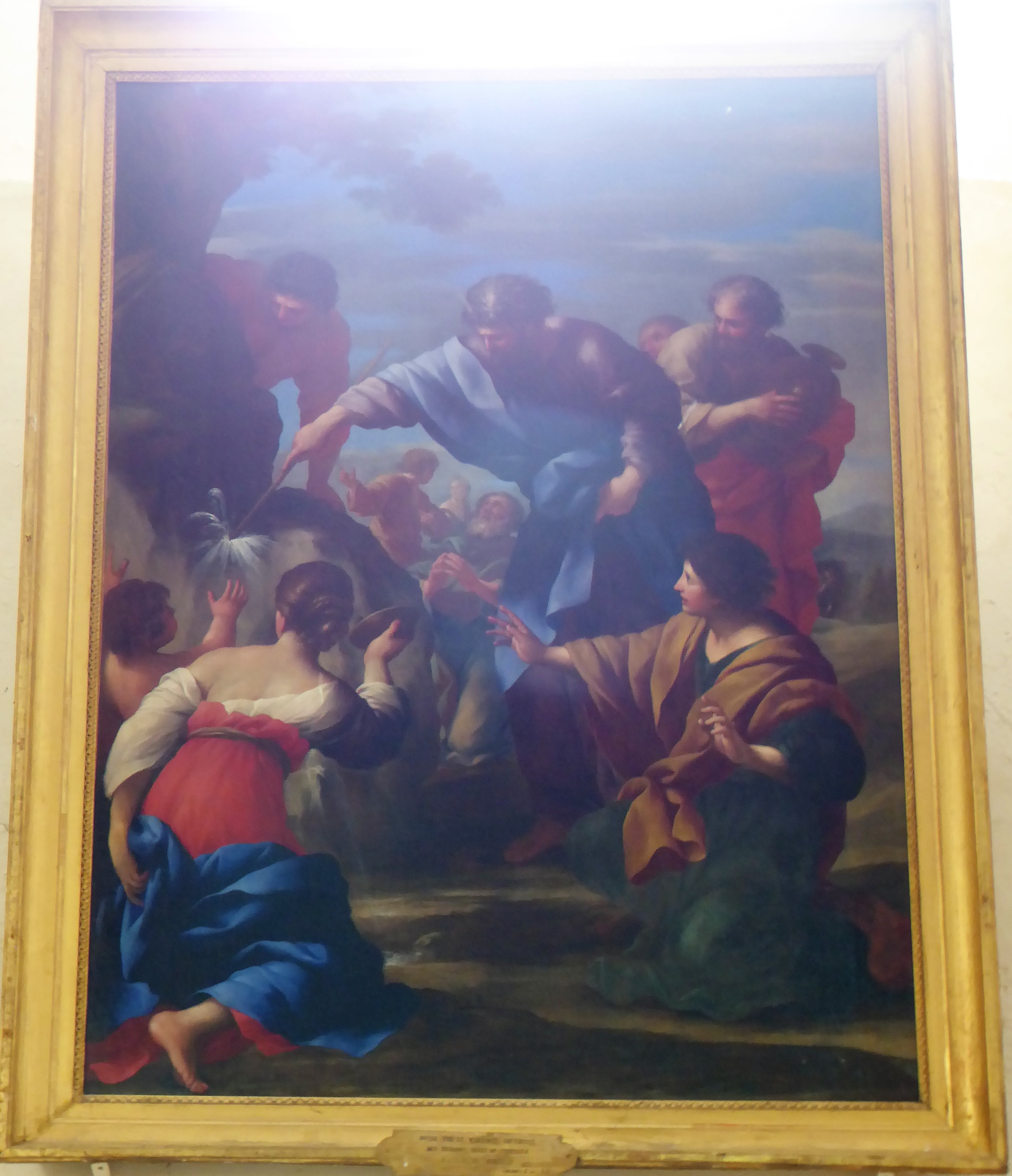
Moise fait jaillir l'eau du rocher, XVIIe siècle.
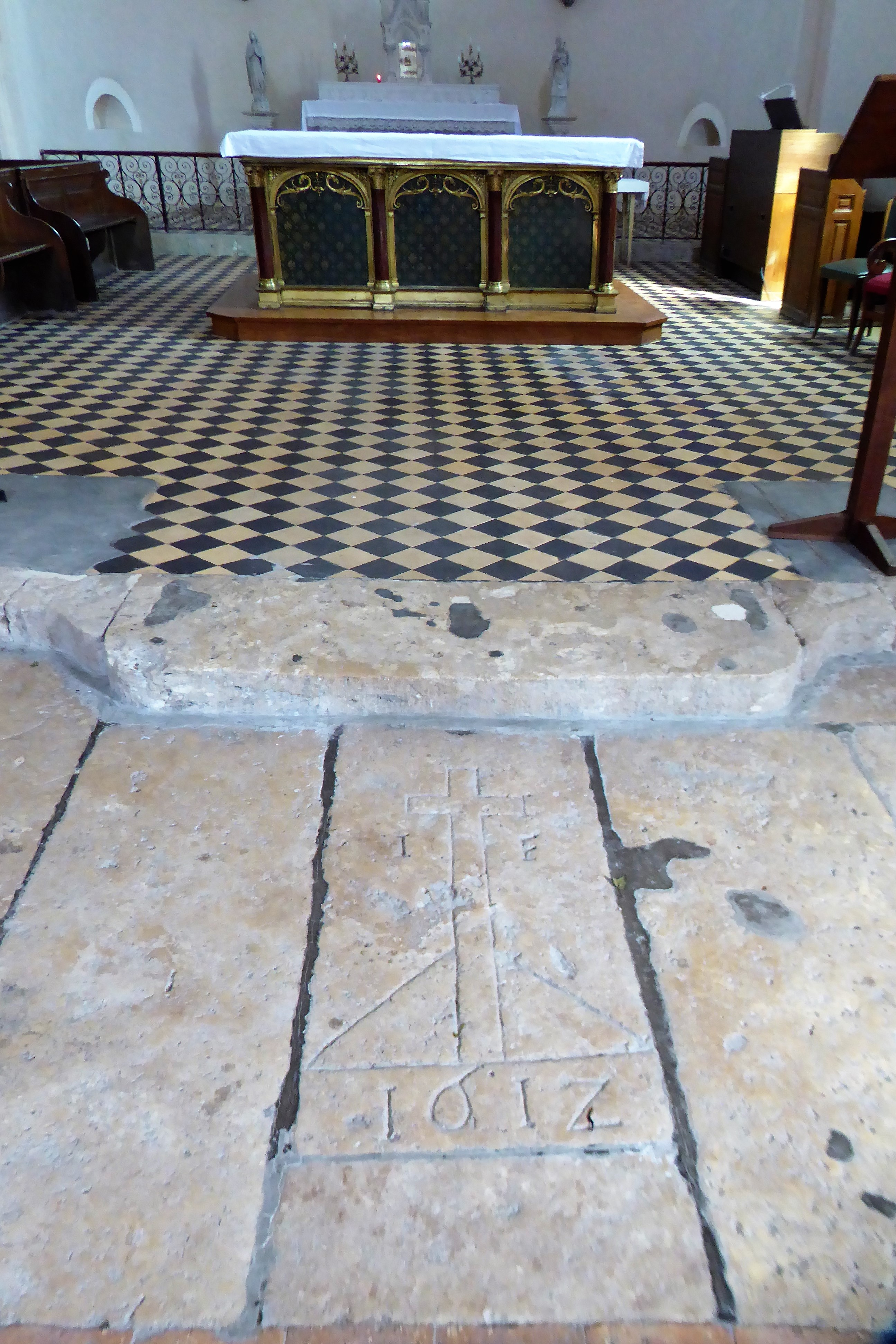
Dalle funéraire, 1617.
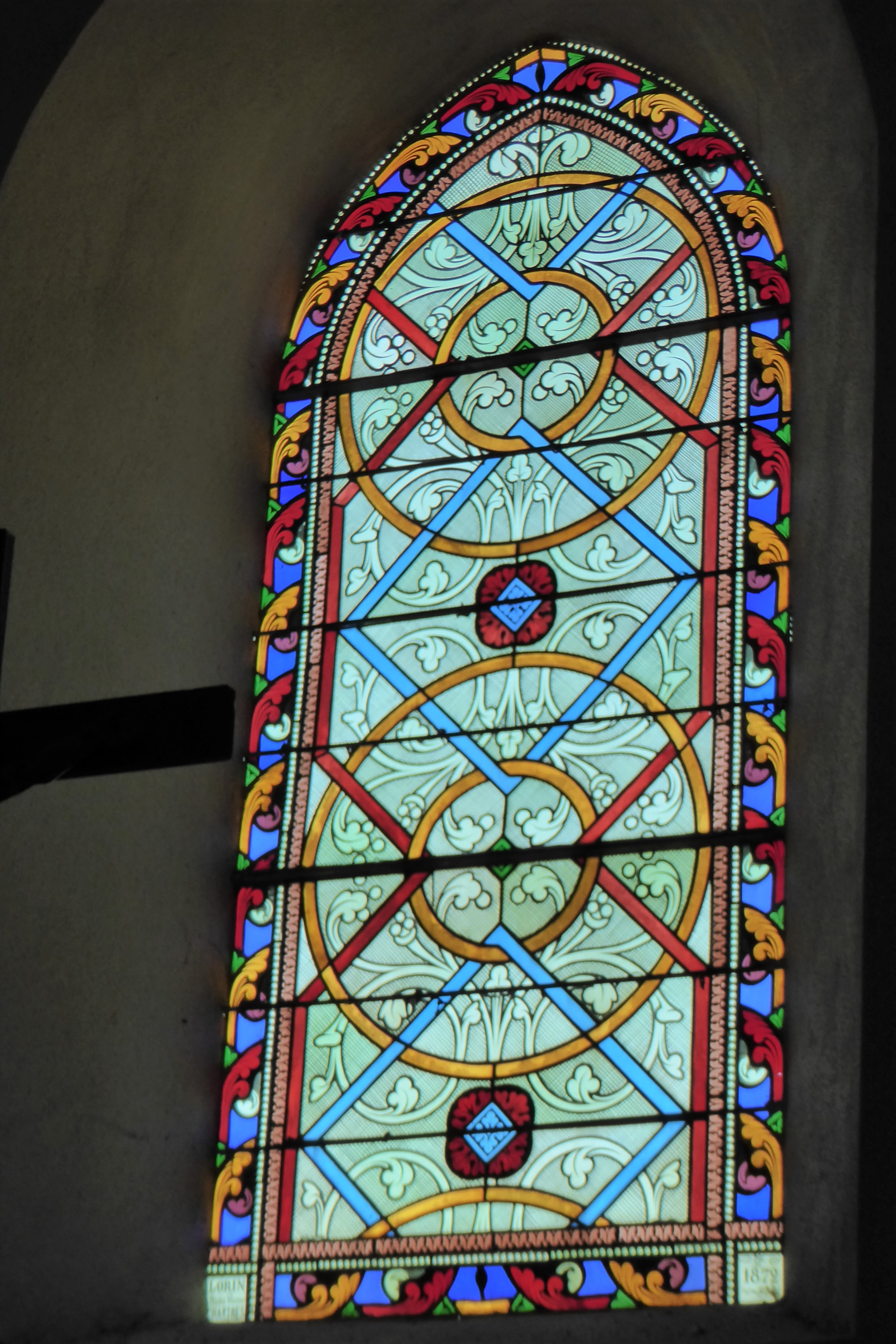
Baie 0, Nicolas Lorin, 1872.

#### Autres lieux et monuments

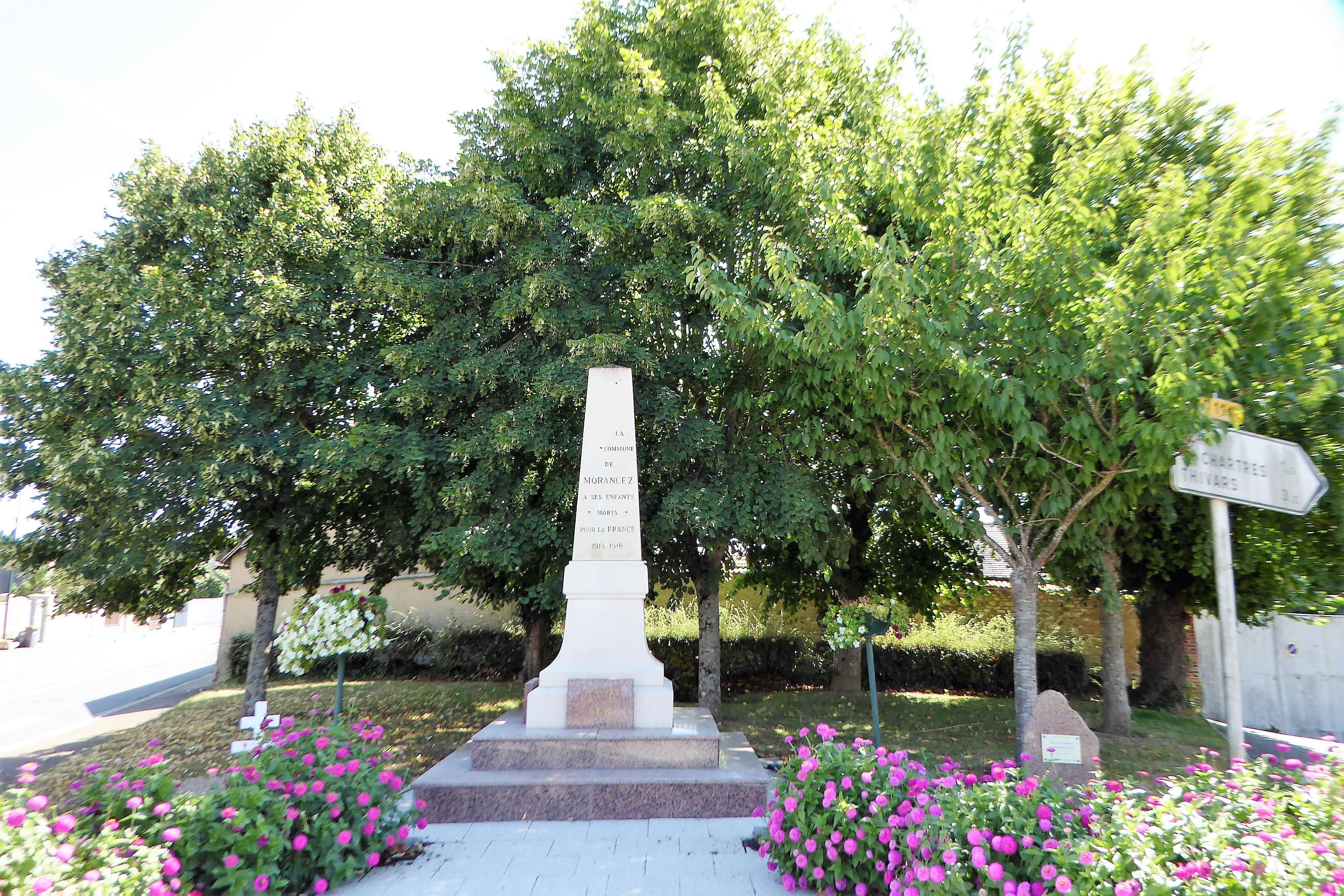
Le monument aux morts.

- La ferme de Chavannes, un ancien corps de ferme rénové, accueille maintenant la mairie, la salle polyvalente et la bibliothèque municipale ;
- Le château de Gourdez ;
- Le monument aux morts ;
- Le cimetière ;
- La mare, restaurée en 2018[30].
- Le château d'eau, construit en 1956 et culminant à 27 m de hauteur, est détruit en juillet 2023, n'étant plus utilisé depuis 8 ans[31].

### Personnalités liées à la commune
- Alexandre-François de Senarmont (1732-1805), général de division de la Révolution française, mort à Morancez sur sa terre de Voisins ;
- Jérôme Bonaparte (1784-1860), le plus jeune frère de Napoléon, loue à Adelphe Chasles de février 1849 à janvier 1852 le château de Gourdez[28] ;
- Flora Coquerel, Miss France 2014[32].